# Tratatul de la Córdoba
Tratatul de la Córdoba a stabilit independența mexicană față de Spania la încheierea Războiului mexican de independență. A fost semnat la 24 august 1821 în Córdoba, Veracruz, Mexic. Semnatarii au fost șeful armatei celor trei garanții, Agustín de Iturbide, și, în numele guvernului spaniol, Jefe Político Superior Juan O'Donojú . Tratatul are 17 articole care au dezvoltat propunerile Planului Iguala.  Tratatul este primul document în care oficialii spanioli (fără autorizație) și oficialii mexicani acceptă libertatea a ceea ce va deveni Primul imperiu mexican, dar nu este recunoscut astăzi drept momentul fondator, deoarece aceste idei sunt adesea atribuite momentului Grito de Dolores (16 septembrie 1810). Tratatul a fost respins de guvernul spaniol.  Spania nu a recunoscut independența Mexicului până la 28 decembrie 1836 (când au semnat Tratatul de la Santa María – Calatrava). 

## Obiective
În tratat, Noua Spanie este recunoscută ca un imperiu independent, care este definit drept „monarhic, constituțional și moderat”. Coroana imperiului mexican a fost oferită mai întâi lui Ferdinand al VII-lea al Spaniei. În cazul în care nu s-ar fi prezentat în Mexic în timpul stabilit de Cortes-ul mexican (parlamentul) să depună jurământul de instalare, coroana urma să fie apoi oferită în ordine fraților săi, Infanților Carlos și Francisco, și vărului său, arhiducelui Carol sau unei alte persoane al unei case regale, pe care l-ar fi stablilit Cortesul. În cazul în care nici unul dintre aceștia nu acceptau coroana (așa cum s-a întâmplat în realitate), tratatul stabilea că parlamentul poate desemna un nou rege fără a specifica dacă persoana respectivă trebuie să aparțină unei case regale europene. 
Ideea din această ultimă clauză nu a fost luată în considerare în Planul Iguala și a fost adăugată de Iturbide pentru a lăsa deschisă posibilitatea ca el să preia coroana. În același timp, O'Donojú, în calitate de căpitan general și jefe politic superior, nu avea nicio autoritate să semneze un astfel de tratat, dar era interesat să păstreze Mexicul pentru familia regală spaniolă și, probabil, a semnat fără a ține cont că Iturbide ar putea avea interesul de a obține coroana.

## Semnarea și consecințele
La 27 septembrie 1821, Armata celor trei garanții a intrat triumfal în Ciudad de Mexico, iar a doua zi, Declarația de independență a Imperiului Mexican a fost cunoscută pe scară largă. Cortesurile spaniole au refuzat să accepte validitatea Planului Iguala sau a Tratatului de la Córdoba. Spania nu a recunoscut independența Mexicului până în decembrie 1836. Prin urmare, anul următor, Congresul mexican a ales un monarh mexican. Iturbide a fost proclamat împărat al Mexicului la 18 mai 1822  Monarhia a durat trei ani și, după revoluția republicană a Casei Mata, Congresul nu a mai avut în vedere Planul Iguala sau Tratatul de la Córdoba.